# Ruud Ouwehand
Ruud Ouwehand (* 1958 in Amsterdam) ist ein niederländischer Jazzmusiker (Kontrabass, Bassgitarre).

## Wirken
Ouwehand absolvierte 1985 das Konservatorium in Hilversum, wo er Kontrabass und Klavier studierte. Er gehörte zu den Gruppen von Greetje Kauffeld, Soesja Citroen und Hermine Deurloo. Zwischen 1994 und 2003 war er Mitglied im Armando Kwartet; dessen Album The Violinist wurde mit einem Edison ausgezeichnet. Seit 1995 spielt er im Trio mit Bart van Lier und Peter Nieuwerf; auch bildete er ein Duo mit Nieuwerf. Weiterhin trat er mit Ferdinand Povel, Toots Thielemans, Theo Loevendie, Chet Baker, Archie Shepp, Branford Marsalis, Nedly Elstak, Fay Claassen, Peter Tiehuis, Philip Catherine, Ack van Rooyen und der Rivertown Jazzband auf. Er war überall in Europa und in Indonesien auf Tournee und trat auf Festivals wie dem North Sea Jazz Festival und den Kieler Jazztagen auf. Er ist auch auf Alben von Jan Verwey/Christian Hassenstein, Diet Gerritsen, Paul Heller und Diederik Eggenkamp zu hören.
Seit seinem Abschluss unterrichtete Ouwehand am ArtEZ-Konservatorium Enschede und am Amsterdamer Konservatorium. Darüber hinaus ist er seit 2016 als Gastprofessor für Jazz-Kontrabass an der Hochschule für Künste Bremen tätig.